# Rzecko
Rzecko (niem. Rietzig) – wieś sołecka w Polsce położona w województwie zachodniopomorskim, w powiecie choszczeńskim, w gminie Choszczno. W latach 1975–1998 miejscowość administracyjnie należała do województwa gorzowskiego. W 2007 wieś liczyła 438 mieszkańców.
Wieś wchodząca w skład sołectwa: Rzeczki.
Osada wchodząca w skład sołectwa: Łaszewo.

## Geografia
Wieś leży ok. 5,5 km na wschód od Choszczna, ok. 300 m na południe od drogi wojewódzkiej nr 175.

## Historia
Wieś posiada metrykę średniowieczną. Pierwsza wzmianka pochodzi z 1296 r.
W 1355 r. margrabia Ludwig Rzymski przekazał lenno Lebienowów klasztorowi cysterek w Reczu.
W czasie wojny trzydziestoletniej w 1632 r. wieś została zniszczona, ocalała tylko jedna zagroda.

## Zabytki
Do wojewódzkiego rejestru zabytków wpisane są:
- kościół ewangelicki, obecnie pod wezwaniem św. Antoniego Padewskiego z lat 1861–1862 oraz 1897. Kościół filialny, rzymskokatolicki należący do parafii pw. św. Trójcy w Suliszewie, dekanatu Drawno, archidiecezji szczecińsko-kamieńskiej, metropolii szczecińsko-kamieńskiej. Kościół wzniesiony wg projektu Berndta z Choszczna, na miejscu średniowiecznej świątyni. Historyczne wyposażenie kościoła stanowi XVI wieczny dzwon, XIX wieczna ambona, chrzcielnica, organy i zegar[5]
- pomnik poległych w I wojnie światowej
- cmentarz kościelny.

inne zabytki:
- majątek sołtysi z dworem, budynkami gospodarczymi oraz ceglanym ażurowym ogrodzeniem.
- młyn wodny z XVIII wieku
- stara karczma, w której dawniej szynkowano choszczeńskie piwo.

## OSP
W Rzecku jest jednostka Ochotniczej Straży Pożarnej.
Znajduje się tu również zakład wytwarzający palety drewniane, zajmujący się produkcją rolniczą oraz posiadający hurtownię materiałów budowlanych – Rolnicza Spółdzielnia Produkcyjna.

## Kultura i sport
Ludowy Klub Sportowy we wsi to „Woda” Rzecko. W sezonie 2008/2009, po awansie do V ligi, został połączony z Piastem Choszczno i występował pod nazwą Woda-Piast II Rzecko. Mecze ligowe przeniesiono na boisko MKS Piast Choszczno w Choszcznie. Od tej pory klub pozostał tylko nazwą z Rzecka. Funkcję prezesa sprawował wówczas Piotr Kubacki, trenerem był Artur Kapiński. 27 lipca 2010 r. klub wspólnie z Piastem Choszczno został rozwiązany.